# Vanderystiella leopoldvilleana
Vanderystiella leopoldvilleana är en svampart som beskrevs av Henn. 1908. Vanderystiella leopoldvilleana ingår i släktet Vanderystiella, divisionen sporsäcksvampar och riket svampar.   Inga underarter finns listade i Catalogue of Life.